# Алма Йохана Кьониг
Алма Йохана Кьониг (на немски: Alma Johanna Koenig) е австрийска поетеса и писателка (авторка на произведения в жанра исторически роман). Писала е и под псевдонима Йоханес Ердан (Johannes Herdan).

## Биография и творчество
Алма Йохана Кьониг е родена на 18 август 1887 г. в Прага, Австро-Унгария, в богато еврейско семейство, приело католицизма. Баща ѝ Карл Кьониг е капитан от императорската армия, а майка ѝ е домакиня. Учи в елитно девическо училище, но поради чести заболявания се налага да учи самостоятелно и да взема частни уроци при Йозеф Кайнц.
Първата ѝ стихосбирка „Die Windsbraut“ (Невестата на вятъра) е публикувана през 1918 г. под псевдонима Йоханес Ердан. Първите ѝ новели са публикувани през 1920 г. в „Schibes“.
През 1921 г. се омъжва на консула Берхард Еренфелс. На следващата година е издаден първият ѝ роман „Der heilige Palast“ (Светият дворец). Той е много успешен, но и предизвиква спорове заради еротичното си съдържание. През 1925 г. е удостоена с наградата на град Виена за романа си „Die Geschichte von Half, dem Weibe“.
През 1925 г. се премества със съпруга си в Алжир, където пътува много и продължава да твори. През 1930 г. тя се разделя със съпруга си и се завръща в Австрия. Развеждат се официално през 1936 г. Във Виена тя има връзка с Оскар Ян Таушински.
През 1932 г. е издаден романът ѝ „Leidenschaft in Algier“ (Страст в Алжир), автобиографична книга, психологическа и социална критика на своето време.
След 1933 г., заради еврейския си произход, губи възможността да публикува в Германия, а след аншлуса през 1938 г. губи своите граждански и авторски права. Изгонена е от дома си и живее в осем временни жилища, като продължава да пише. Напразно се опитва да отиде първо в Англия, а след това в САЩ.
Алма Йохана Кьониг е депортирана на 27 май 1942 г. в концентрационния лагер в Мали Тростенец, където е убита на 1 юни 1942 г.
Голяма част от творчеството ѝ е издадено посмъртно, включително една от най-известните ѝ творби – романът „Младият бог“. През 1957 г. Оскар Ян Таушински, като изпълнител на завещанието ѝ, учредява на нейно име литературна награда.

## Произведения

### Романи и новели
- Schibes (1920)
- Der heilige Palast (1922)
- Die Geschichte von Half, dem Weibe (1924)
- Gudrun. Stolz und Treue (1928)
- Die Fackel des Eros (1930)
- Leidenschaft in Algier (1932)
- Sonette für Jan (1946)
- Der jugendliche Gott (1947)
Младият бог, изд.: „Народна култура“, София (1989), прев. Фросина Парашкевова
- Sahara (1951) – новели и есета за Африка
- Schibes und andere Tiergeschichten (1957) – разкази
- Schicksale in Bilderschrift (1967) – исторически миниатюри

### Поезия
- Die Windsbraut (1918)
- Die Lieder der Fausta (1922)
- Liebesgedichte (1930)

### Пиеси
- Eiszeit des Herzens (1925)
- Über mich ist die Liebe gekommen (1952)